# Павел Павлов (строителен офицер)
Вижте пояснителната страница за други личности с името Павел Павлов.
Павел Георгиев Павлов е български офицер, генерал-майор от Строителни войски.

## Биография
Роден е на 28 декември 1928 г. във варненското село Стефан Караджа. Баща му е участник в Септемврийското въстание и секретар на Районен комитет. През 1946 г. завършва гимназия във Вълчи дол. След това е изпратен като курсант в Народната школа за трудови офицери „Ген. Благой Иванов“. От 1949 г. започва работа в горското стопанство „Тича“ в село Долен Чифлик. През 1950 г. става член на БКП. Участва в изграждането на напоителни системи в Добруджа, на Родопския минен басейн, заводи, каскади и други важни обекти. Бил е командир на 13-та общостроителна дивизия във Варна. От 1979 г. е генерал-майор. С указ № 1944 от 4 септември 1974 г. е обявен за герой на социалистическия труд за високи постижения при строителството на Девненския промишлен комплекс. Освен това е носител на „Орден на труда – сребърен“ (1952) и златен (1959), „9 септември 1944 г.“ – II ст. (1978) и други.